# Nesobasis comosa
Nesobasis comosa är en trollsländeart som beskrevs av Tillyard 1924. Nesobasis comosa ingår i släktet Nesobasis och familjen dammflicksländor. Inga underarter finns listade i Catalogue of Life.